# Gabby West
Gabrielle D. "Gabby" West (nacida el 5 de marzo de 1985) es una actriz estadounidense. Ganó un papel en Saw 3D en una competencia en el reality show Scream Queens.

## Vida y carrera
West nació en Los Ángeles, California; se graduó de Century High School en 2003. Asistió un semestre a la Universidad del Estado de Dakota del Norte, con especialización en literatura en lengua inglesa, y un año en la universidad en Bozeman, Montana. En 2005, fue una asistente de producción en la mini- serie Into The West. En 2006, interpretó a Suzy en el cortometraje New Beginnings. En 2007, se mudó a Los Ángeles, California, para perseguir una carrera como actriz. Ese mismo año, apareció en el cortometraje Linda, como Beautiful y fue una asistente de producción para la película 3:10 to Yuma.
En 2008, fue invitada estrella en Tim and Eric Nite Live mientras era asistente de producción en las miniseries Comanche Moon y Appaloosa. En 2009, apareció en Brüno como German, y luego fue elegida entre 36,000 solicitantes en la serie de VH1 Scream Queens, y luego ganó un papel en la película de terror de 2010 Saw 3D. West fue elegida en el remake de 2011 de Fright Night pero dejó el papel, diciendo a DreadCentral, "Fui elegida en Fright Night (el remake), pero desafortunadamente el papel cambió, y lo que querían que yo haga, yo no estaba dispuesta a hacerlo." West fue elegido en el segmento de Tim Sullivan de I was a Teenage Werebear, parte de la serie Chillerama para ser estrenada en 2011. Interpreta a Peggy Lou un "personaje Sandra Dee de la época de los '60, que se vuelve loca."

## Filmografía
| Año  | Título                 | Papel           | Notas                               |
| ---- | ---------------------- | --------------- | ----------------------------------- |
| 2006 | New Beginnings         | Suzy            | Cortometraje                        |
| 2007 | Linda, as in Beautiful | Amiga en Tienda | Cortometraje                        |
| 2008 | Brüno                  | German          | No acreditada                       |
| 2010 | Saw 3D                 | Kara            |                                     |
| 2011 | Chillerama             | Peggy Lou       | Segmento "I Was A Teenage Werebear" |

| Año  | Título                 | Papel      | Notas                    |
| ---- | ---------------------- | ---------- | ------------------------ |
| 2008 | Tim and Eric Nite Live | Blonde     | Episodio 9               |
| 2010 | The Odds               | Tanesha    | Piloto no salido al aire |
| 2010 | Scream Queens          | Ella misma | Ganadora                 |